# برانیسرا
برانیسرا (به اسپانیایی: Brañosera) یک شهرستان در اسپانیا است که در استان پالنسیا واقع شده‌است.

## خصوصیات
برانیسرا ۶۲ کیلومترمربع مساحت و ۲۸۴ نفر جمعیت دارد.